# UFC on Fox: Gustafsson vs. Johnson
UFC on Fox: Gustafsson vs. Johnson è stato un evento di arti marziali miste tenuto dalla Ultimate Fighting Championship, svolto il 24 gennaio 2015 alla Tele2 Arena di Stoccolma, Svezia.

## Retroscena
Questo fu il quarto evento organizzato dalla UFC in Svezia ed il primo a prendere luogo in un differente impianto rispetto ai precedenti.
Inizialmente il match principale dell'evento doveva contrapporre lo svedese Alexander Gustafsson e il vincitore della seconda stagione del reality show The Ultimate Fighter Rashad Evans. Tuttavia, Evans annunciò di non essere ancora pronto per tornare a combattere, dato il precedente infortunio al ginocchio; al suo posto venne inserito Anthony Johnson. Successivamente la federazione annunciò che il vincitore avrebbe ottenuto la possibilità di affrontare Jon Jones per il titolo.
Yan Cabral avrebbe dovuto affrontare Mairbek Taisumov, ma il 30 dicembre, Cabral venne rimosso dalla card senza motivo apparente e rimpiazzato dal nuovo arrivato Anthony Christodoulou.
Alan Omer avrebbe dovuto sfidare Mirsad Bektic, ma il 12 gennaio, Omer subì un infortunio e venne sostituito da Paul Redmond. Quest'ultimo, durante la verifica del peso, superò di molto il limite di peso della categoria e nonostante gli venne concesso ulteriore tempo per perdere peso, decise di non tentare una seconda volta; successivamente l'incontro divenne un incontro catchweight.
L'evento registrò il profitto più alto ottenuto dalla UFC in Europa con ben 3.100.000 dollari; inoltre fu l'evento con più spettatori della storia della UFC in un impianto europeo, con ben 30.000 spettatori.
La vittoria di Makwan Amirkhani su Andy Ogle fu un KO tecnico in soli 8 secondi, ovvero l'allora quinto KO più veloce nella storia dell'UFC, il secondo più veloce nella storia dei pesi piuma UFC ed in assoluto il più veloce per un atleta debuttante.

## Risultati
|                  | Divisione             |                  |                 |                       | Metodo                                      | Round           | Tempo           | Premio          |
| Card Principale  | Card Principale       | Card Principale  | Card Principale | Card Principale       | Card Principale                             | Card Principale | Card Principale | Card Principale |
| ---------------- | --------------------- | ---------------- | --------------- | --------------------- | ------------------------------------------- | --------------- | --------------- | --------------- |
|                  | Pesi Mediomassimi     | Anthony Johnson  | batte           | Alexander Gustafsson  | KO Tecnico (pugni)                          | 1               | 2:15            | POTN            |
|                  | Pesi Medi             | Gegard Mousasi   | batte           | Dan Henderson         | KO Tecnico (pugni)                          | 1               | 1:10            | POTN            |
|                  | Pesi Mediomassimi     | Ryan Bader       | batte           | Phil Davis            | Decisione non unanime (29-28, 28-29, 29-28) | 3               | 5:00            |                 |
|                  | Pesi Piuma            | Sam Sicilia      | batte           | Akira Corassani       | KO (pugno)                                  | 1               | 3:26            |                 |
| Card Preliminare |                       |                  |                 |                       |                                             |                 |                 |                 |
|                  | Pesi Welter           | Albert Tumenov   | batte           | Nico Musoke           | Decisione unanime (29-28, 29-28, 29-28)     | 3               | 5:00            |                 |
|                  | Pesi Welter           | Kenny Robertson  | batte           | Sultan Aliev          | KO (pugni)                                  | 1               | 2:42            | POTN            |
|                  | Pesi Piuma            | Makwan Amirkhani | batte           | Andy Ogle             | KO Tecnico (ginocchiata e pugni)            | 1               | 0:08            | POTN            |
|                  | Pesi Mediomassimi     | Nikita Krylov    | batte           | Stanislav Nedkov      | Sottomissione (ghigliottina)                | 1               | 1:24            |                 |
|                  | Pesi Leggeri          | Mairbek Taisumov | batte           | Anthony Christodoulou | KO (pugni)                                  | 2               | 0:38            |                 |
|                  | Catchweight (67.6 Kg) | Mirsad Bektić    | batte           | Paul Redmond          | Decisione unanime (30-27, 30-27, 30-25)     | 3               | 5:00            |                 |
|                  | Pesi Massimi          | Viktor Pešta     | batte           | Konstantin Erokhin    | Decisione unanime (29-28, 30-27, 30-27)     | 3               | 5:00            |                 |
|                  | Pesi Mosca            | Neil Seery       | batte           | Chris Beal            | Decisione unanime (29-28, 30-27, 29-28)     | 3               | 5:00            |                 |

## Premi
I lottatori premiati ricevettero un bonus di 50.000 dollari.
Legenda:
- POTN: Performance of the Night (viene premiato il vincitore per la migliore performance dell'evento)

## Incontri Annullati
|  | Divisione         |                      |        |                  | Motivo                             |
|  | ----------------- | -------------------- | ------ | ---------------- | ---------------------------------- |
|  | Pesi Mediomassimi | Alexander Gustafsson | contro | Rashad Evans     | Evans non recuperò dall'infortunio |
|  | Pesi Leggeri      | Yan Cabral           | contro | Mairbek Taisumov | Cabral venne rimosso dalla card    |
|  | Pesi Piuma        | Alan Omer            | contro | Mirsad Bektić    | Omer subì un infortunio            |